# Sint-Catharinagasthuis (Leiden)

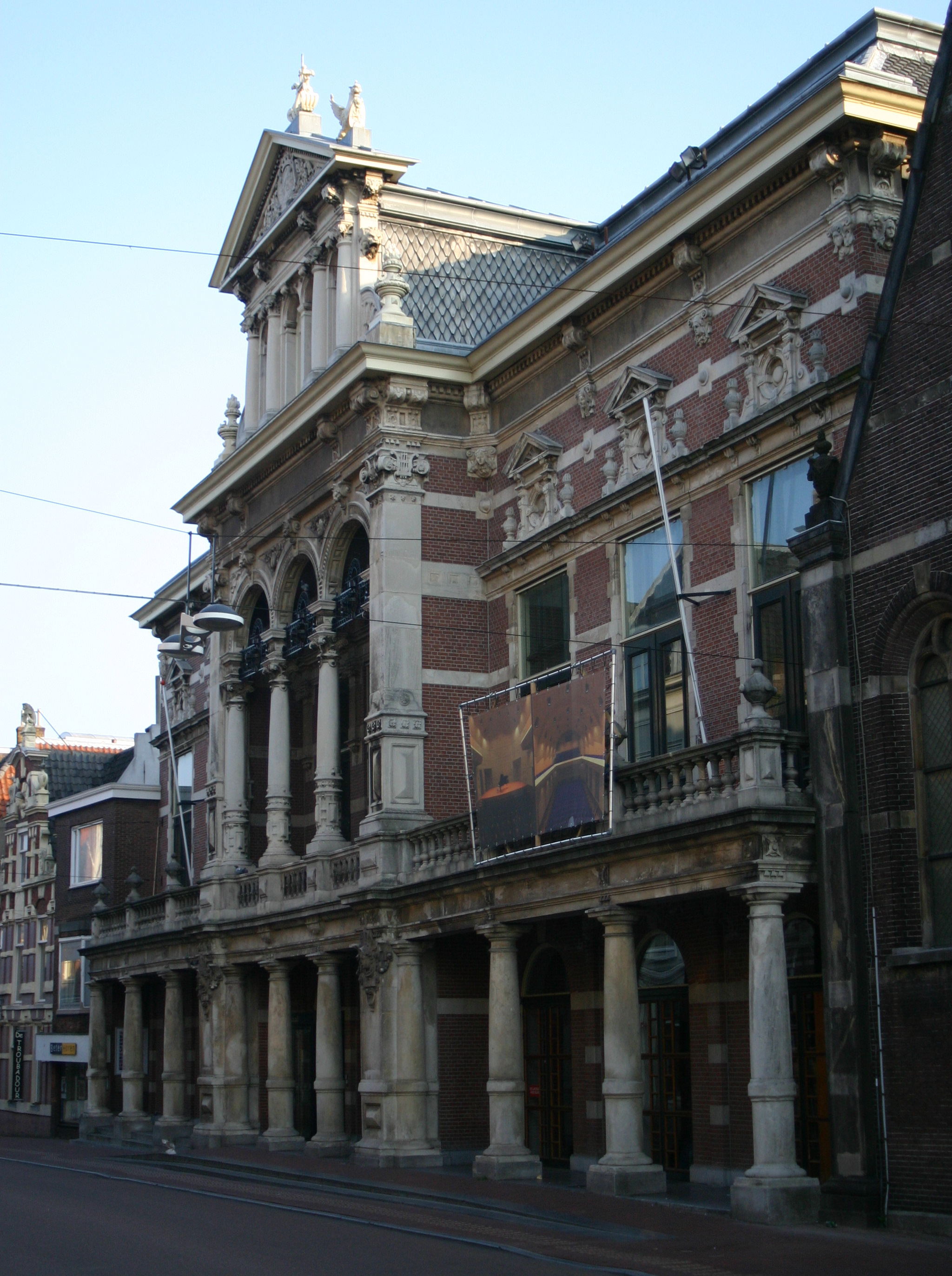
De Stadsgehoorzaal op de plek van het voormalige Sint-Catharinagasthuis

Het Sint-Catharinagasthuis was een middeleeuws gasthuis (een soort opvang- en verzorgingshuis voor armen en thuislozen en met name na de middeleeuwen ook ziekenhuis) aan de Breestraat in Leiden. Het gasthuis werd in de 19e eeuw verbouwd tot de Stadsgehoorzaal. De kapel van het gasthuis aan de Breestraat bestaat nog steeds en doet sinds de 17e eeuw dienst als Waalse kerk.
Het Sint-Catharinagasthuis werd vóór 1275 gevestigd en was hiermee waarschijnlijk de oudste instelling van sociale zorg in Leiden. Het gasthuis was in eerste instantie een verblijfplaats voor arme vreemdelingen (zoals bedelmonniken) en verpleeg- en ziekenhuis voor de arme zieken van de stad. Welgestelde burgers kochten een woonplek in het gasthuis voor hun oude dag.
De gevelstenen boven de ingang tonen het embleem van de heilige Catharina.
Het bestuur van het gasthuis bestond uit vijf "gasthuismeesteren" die men buyte-vaders en buyte-moeders noemde. De bestuursleden werden jaarlijks gekozen door de magistraat van de stad.
Het gasthuis groeide uit tot een groot complex dat onder meer een kapel, een pesthuis en een dolhuis omvatte. In de napoleontische tijd deed het gasthuis dienst als kazerne.

## Kapel
In 1635 werd de kapel vergroot met een zijbeuk. Deze zijbeuk werd later weer afgescheiden en werd kosterij.
De kapel ging in 1638 dienstdoen als hulpkerk van de snel groeiende Waalse gemeente.
Tussen 1737 en 1739 werd de voorgevel van de kapel vernieuwd en bekroond met een torentje in barokstijl.
In de 18e eeuw kromp de Waalse gemeente zodanig dat de kapel niet langer gebruikt werd, maar na de afbraak van de Vrouwekerk, de Waalse hoofdkerk, begin 19e eeuw, werd de kapel weer als Waalse kerk in gebruik genomen en is nog steeds als zodanig in dienst. In 1818 kreeg de Waalse gemeente de kapel in eigendom. In de kapel bevindt zich een orgel uit 1746, afkomstig uit de Vrouwekerk.

## Stadsgehoorzaal
In 1826 besloot het stadsbestuur om de aan de Breestraat gelegen linkervleugel van het gasthuis in gebruik te nemen voor gebruik door vier wetenschappelijke en literaire verenigingen en een industriecollege. Er werden lezingen, voordrachten, colleges en vergaderingen gehouden. Deze nieuwe Stadsgehoorzaal kreeg al snel andere functies, als repeteer- en concertruimte van de Leidse muziekschool, orkesten en zangverenigingen, en voor dansavonden van de burgerij en het officierenkorps van het plaatselijke garnizoen.
In 1872 verdween het vroegere gasthuis geheel toen het complex afgebroken werd om plaats te maken voor een nieuwe Stadsgehoorzaal. Dit gebouw brandde in 1889 af en werd vervangen door een nieuw bouwwerk dat in 1892 gereed stond. In 1994 begonnen werkzaamheden om de Stadsgehoorzaal om te vormen tot concertgebouw. Hierbij werd archeologisch onderzoek verricht dat veel informatie over het vroegere Catharinagasthuis opleverde.

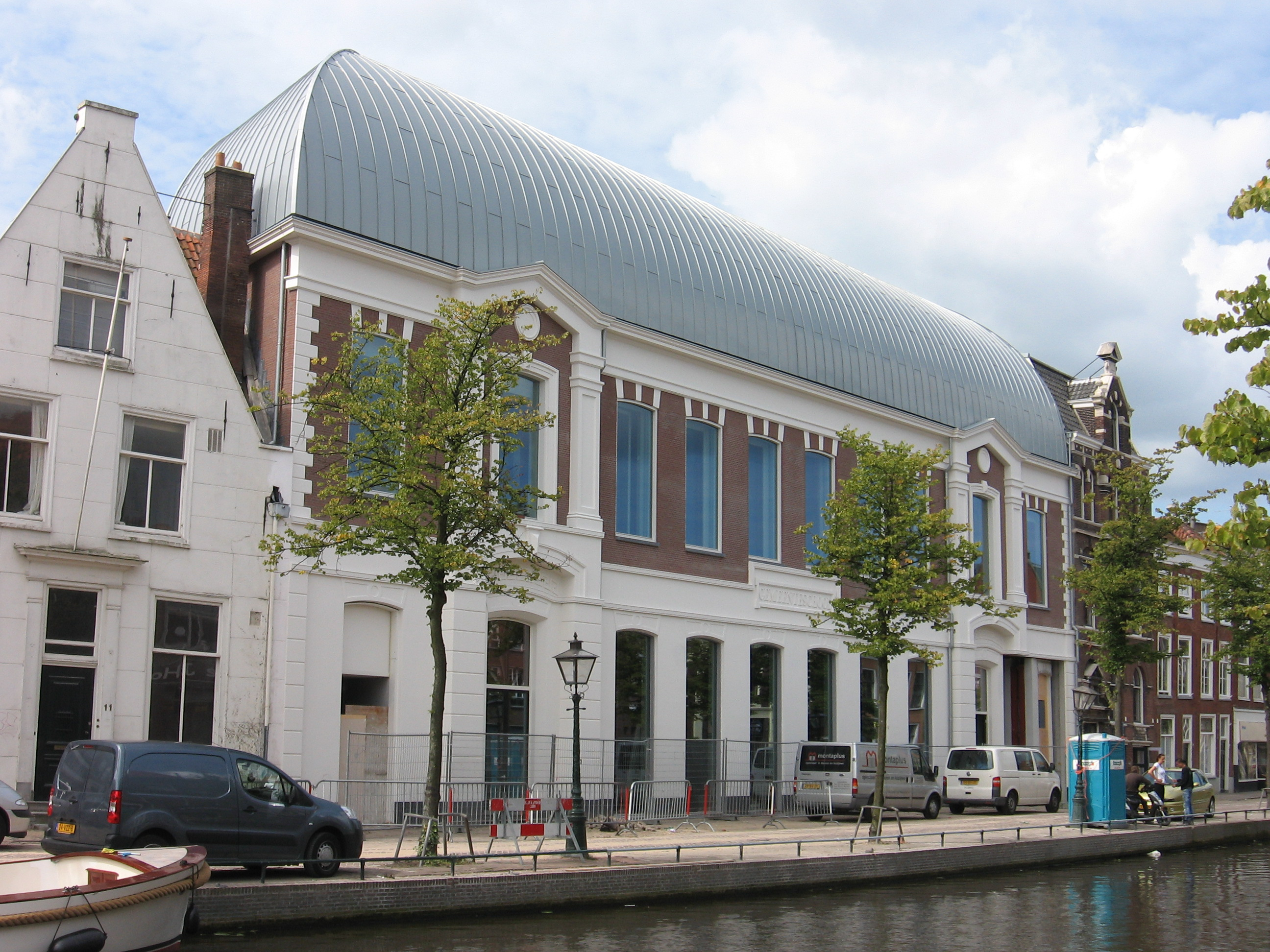
De nieuwe concertzaal aan de Aalmarkt, op de plek van het vroegere gasthuiscomplex

Begin 21e eeuw werd besloten tot de bouw van een derde zaal van de Stadsgehoorzaal. Hiervoor werd de Aalmarktschool aan de Aalmarkt afgebroken. Op de plek van de afgebroken school werd in 2008 bodemonderzoek verricht door een team archeologen. Hierbij ontdekten de archeologen aardewerk en andere voorwerpen afkomstig uit het Catharinagasthuis.

## Catharinasteeg
Om voor het winkelende publiek een betere verbinding te realiseren tussen de bestaande winkelstraten Haarlemmerstraat en Breestraat werd in 2014 een nieuwe voetgangersroute aangelegd langs het terrein waar ooit het Sint-Catharinagasthuis heeft gestaan. De hiervoor gecreëerde nieuwe buitenruimten in de Pieterswijk en de eveneens nieuwe brug van de Pieterswijk en De Camp naar het voormalig Catharinagasthuis kregen de namen Catharinasteeg, Catharinahof en Catharinabrug.